# Venanzio Quadri
Venanzio Quadri (Vado, 9 dicembre 1916 – Roma, 2 novembre 1937) è stato un religioso italiano, venerato come Venerabile dalla Chiesa cattolica.

## Biografia
Nato a Vado di Monzuno (Bologna), compì la sua professione religiosa nell'ordine dei Servi di Maria a Reggio Emilia, davanti all'altare della Vergine Santissima della Ghiara, formulando il desiderio di offrirsi "vittima all'amore divino". Durante la sua vita dimostrò una particolare devozione per la Madonna e per Gesù e la pratica delle virtù cristiane nei semplici atti della vita quotidiana.
Coronò il sogno di farsi frate ma morì giovanissimo, non ancora maggiorenne. Fu infatti colpito da improvvisa malattia durante il suo soggiorno a Roma dove si trovava, in qualità di Chierico Professo, nel Collegio Sant'Alessio Falconieri e qui morì in odore di santità il 2 novembre 1937.

## Processo di beatificazione
Il processo di beatificazione di Venanzio Maria Quadri è in corso.
Il Processo Ordinario Informativo è stato aperto il 16 novembre 1957, il Processo in Congregazione - Decreto sugli scritti data l'8 gennaio 1970.
Il Padre-Postulatore è P. Tito M. Sartori OSM autore di un libro di grande successo sul Servo di Dio (Venanzio Antonio Maria Quadri. L'umile gioia della perfezione, Gorle (BG), Velar).
Papa Francesco lo ha dichiarato Venerabile il 15 dicembre 2015.

## Culto
Le sue spoglie mortali sono custodite nella Basilica di Santa Maria dei Servi a Bologna. Ivi si trova anche un quadernone su cui si possono scrivere preghiere o fatti, miracolosi o meno, a lui riconducibili.